# Tobias Tal

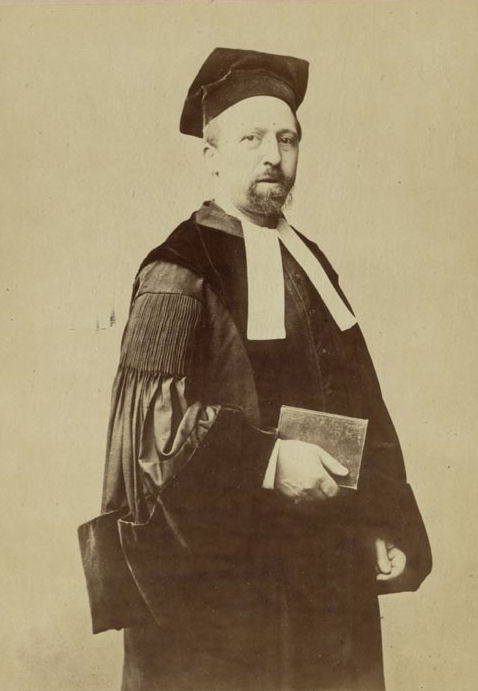
T. Tal

Tobias Tal (Amsterdam, 16 juni 1847 - Den Haag, 24 oktober 1898) was een Nederlandse opperrabbijn.

## Leven en werk
Tal was een zoon van Zadok Tobias Tal en van Roosje Salomon Rubens. Uit zijn huwelijk met Karolina Wormser werd zoon opperrabbijn Justus Tal geboren. Karolina was een van de 11 kinderen van Baruch Wormser, de voorman van de neo-orthodoxie uit Karlsruhe en zwager van de grote Duitse rabbijn Jacob Ettlinger.
Tal studeerde in Amsterdam aan het Nederlands Israëlietisch Seminarium onder Joseph Hirsch Dünner. Hij was directeur van een aantal scholen tot hij in 1874 werd geïnstalleerd als rabbijn van de Nederlands-Israëlietische Hoofdsynagoge in Amsterdam. In 1881 werd Tal benoemd tot opperrabbijn van het ressort Gelderland. Hij bekleedde dit ambt tot hij in 1895 als opperrabbijn in Den Haag werd geïnstalleerd. Lion Wagenaar was in Gelderland zijn opvolger, hij was tevens zijn zwager, getrouwd met zijn schoonzuster Helena Wormser. Opperrabbijn S.J.S. Hirsch van Zwolle was met een nichtje, Betty Wormser, van Helena en Karolina Wormser, getrouwd. Een andere zuster was getrouwd met een broer van hun aller leraar Joseph Hirsch Dünner. Tal was enige tijd opperrabbijn a.i. voor de ressorten Utrecht en Zeeland.
Hij had diverse nevenfuncties en was onder meer voorzitter van de Vereeniging voor Joodsche Letterkunde en Geschiedenis. Hij publiceerde diverse geschriften over het jodendom en was onder andere redacteur van het tijdschrift 'Choreb' (vanaf 1886). Hij werd in 1887 benoemd tot lid van de Maatschappij der Nederlandse Letterkunde in Leiden. Zijn laatste brochure Oranjebloesems, uit de gedenkbladen van Neerlands Israel, gaat over de verhouding tussen de Nederlandse joden en het koningshuis. 
Tal overleed in 1898 op 51-jarige leeftijd. Hij werd begraven op de Joodse begraafplaats in Den Haag. Sinds 1903 was Abraham van Loen in Den Haag zijn opvolger.